# Сапогів (Чортківський район)

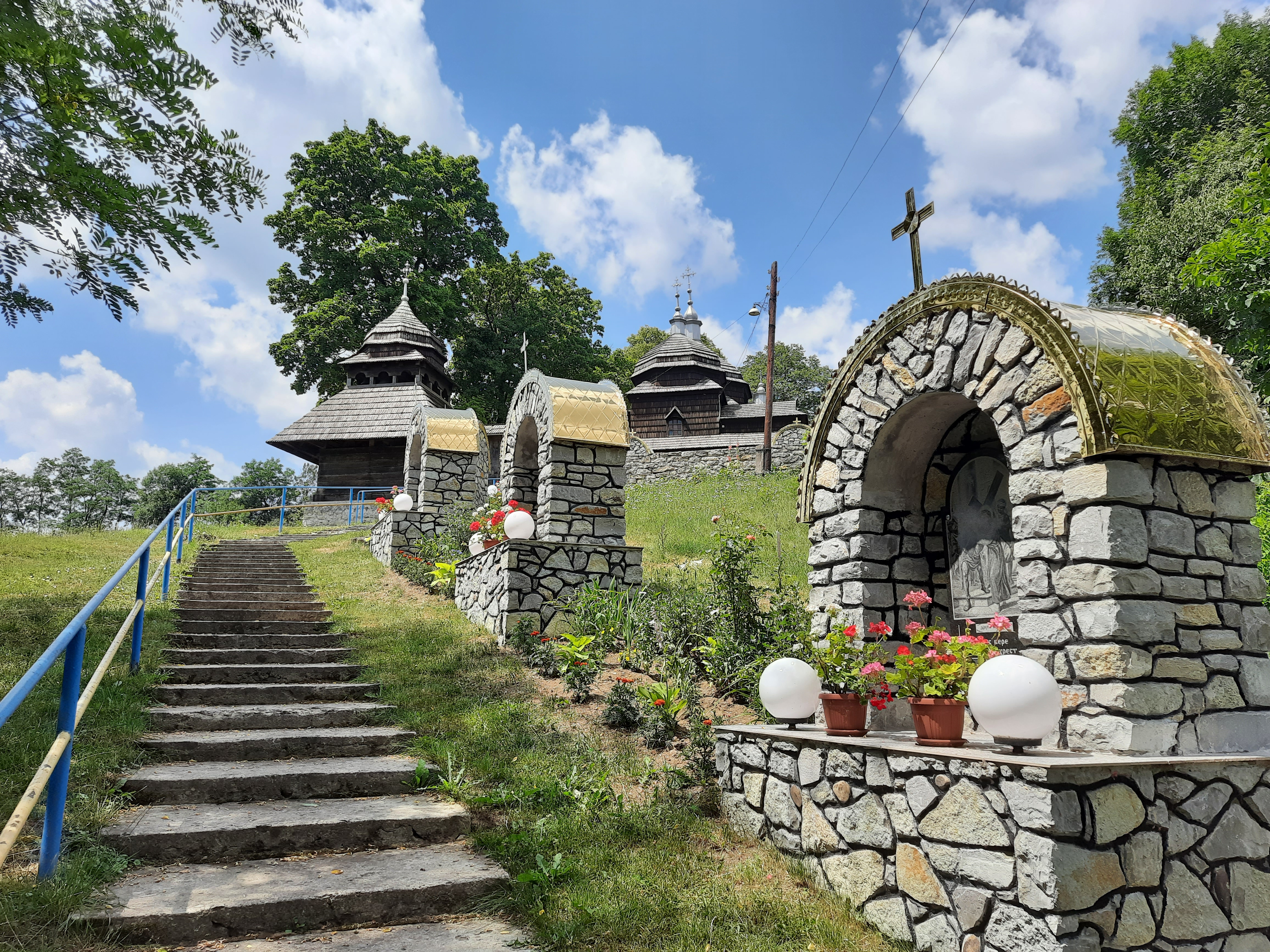
Хресна дорога до церкви святого Миколая

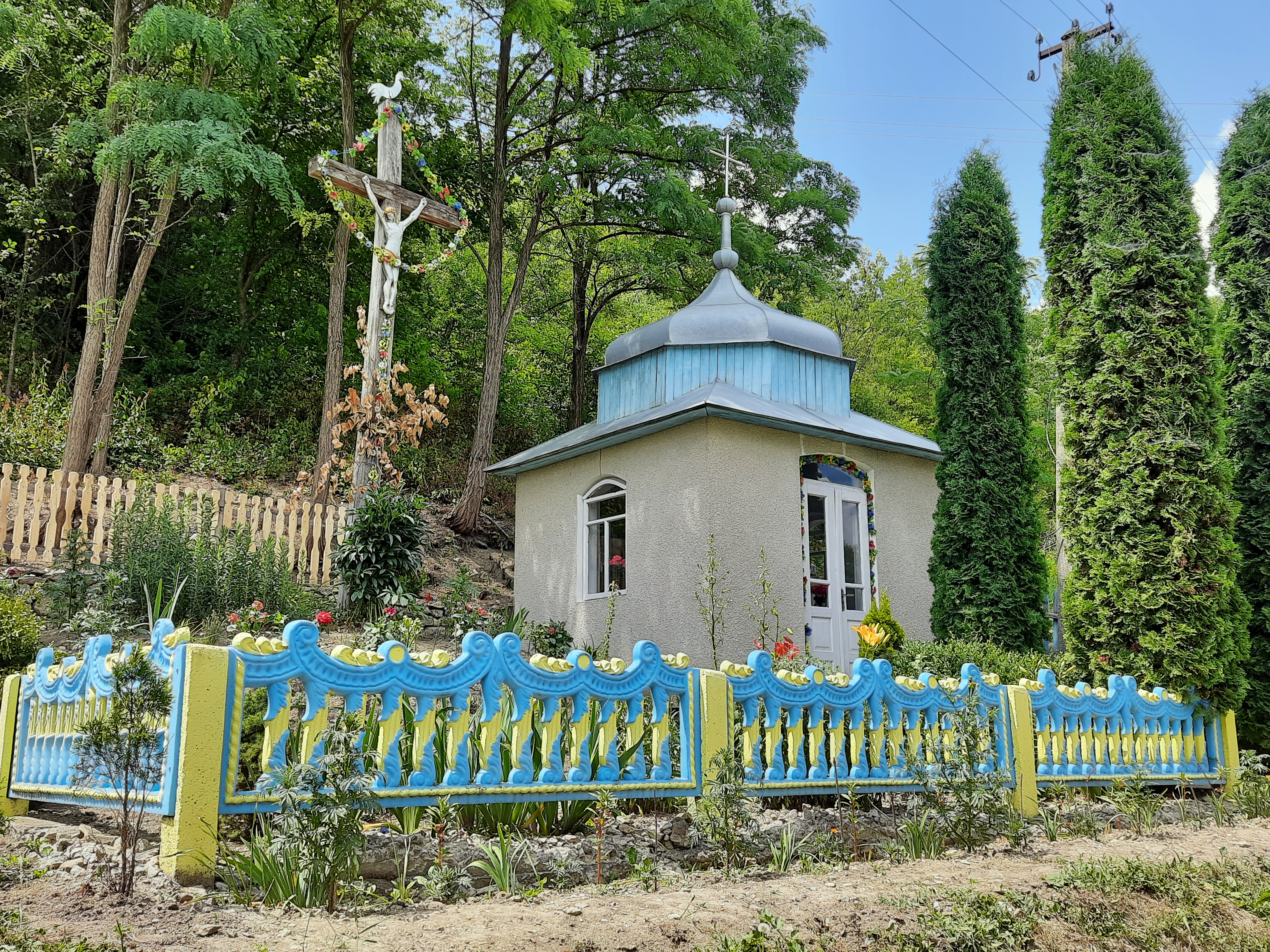
Капличка на околиці

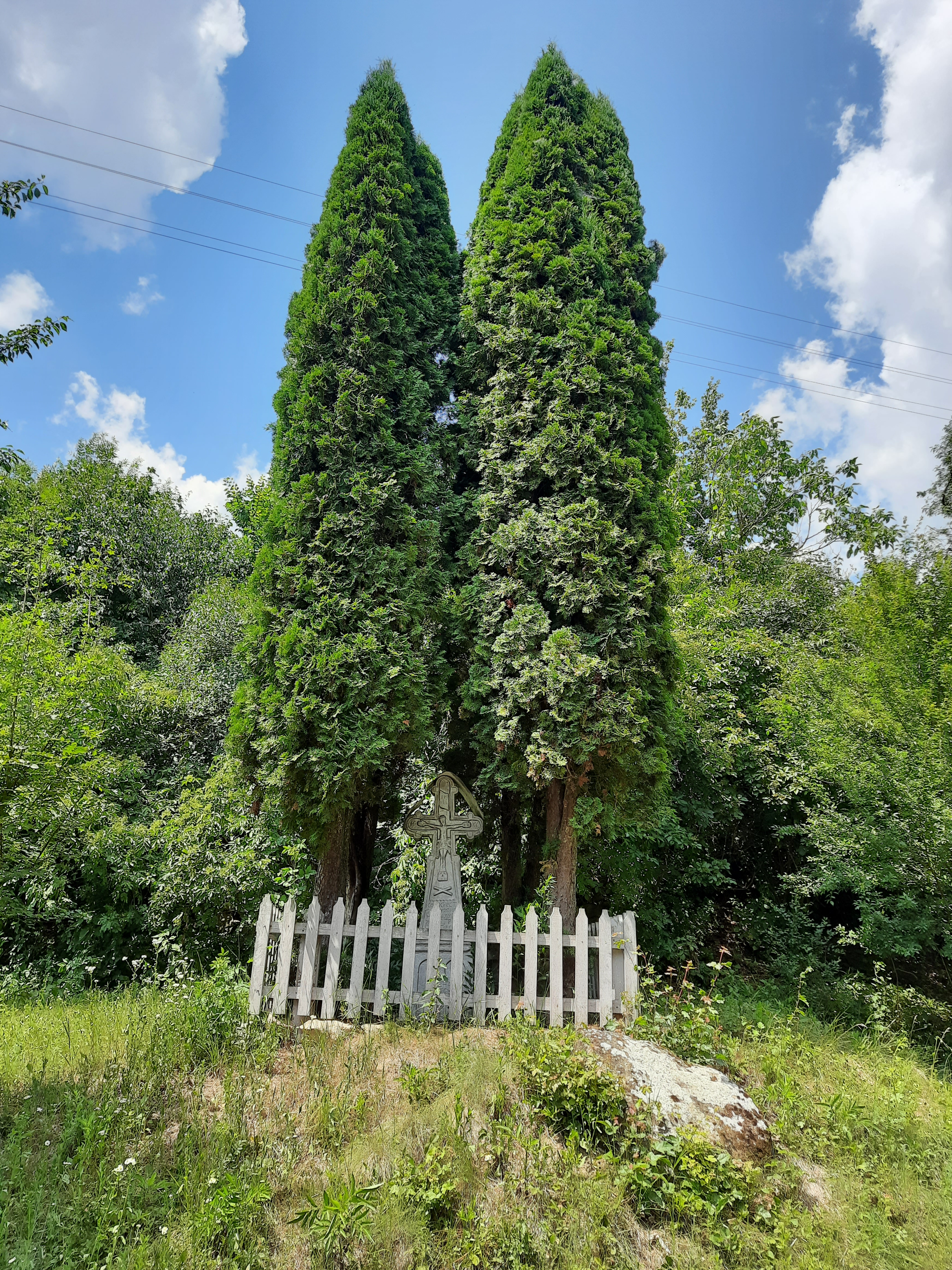
Пам'ятний хрест

Сапогі́в —  село в Україні, у Борщівській міській громаді Чортківського району Тернопільської області. Розташоване в центральній частині району. Було центром однойменної сільради.
Населення — 826 осіб (2007).
У Сапогові збереглися унікальні зразки давньої народної вишивки. У Сапогові — вхід до гіпсової печери Ювілейна.
Також є Сапогівський ботанічний заказник, зростають Сапогівські буки.

## Географія

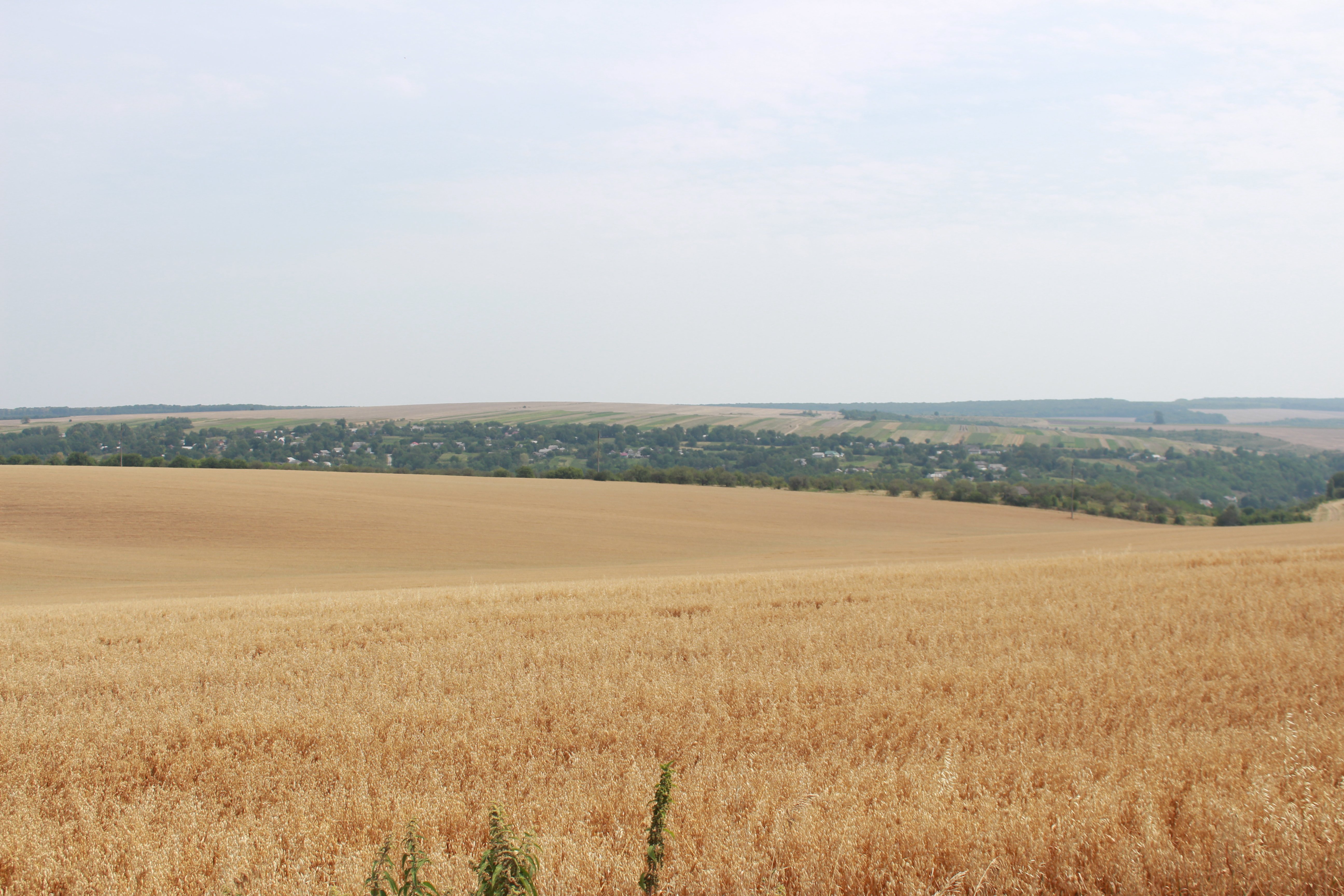
Вид на село з боку траси Т2002

Село розташоване на відстані 372 км від Києва, 98 км — від обласного центру міста Тернополя та 8 км від міста Борщів.

## Історія
Поблизу села виявлено археологічні пам'ятки скіфського часів
Перша писемна згадка — 1428 року. Є щонайменше дві версії походження назви села. Згідно з першою, за легендою тут проживали шевці, які шили взуття для потреб галицьких князів. Інша версія — назва села походить від слов'янського прізвища Сапог (Чобіт). Враховуючи ту обставину, що дана назва є класичним присвійним прикметником, найімовірніше вона походить від поширеного шляхетського прізвища СапѢга (Сапіга) з чергуванням звуків «і» та «о» за правилами української мови.
1704 року в Сапогові діяв загін опришків під проводом Пискливого.
Діяли «Просвіта», «Луг», «Сільський господар» та інші українські товариства, кооператива.
До 19 липня 2020 р. належало до Борщівського району.
З 20 листопада 2020 р. належить до Борщівської міської громади.

## Населення
За даними перепису населення 2001 року мовний склад населення села був таким:
| Мова       | Число ос. | Відсоток |
| ---------- | --------- | -------- |
| українська |           | 99,89    |
| молдовська |           | 0,11     |

## Пам'ятки
- церква святого Миколая (1777, реставрована 1989, ПЦУ),
- церква Перенесення мощей святого Миколая (2014, мурована, УГКЦ).

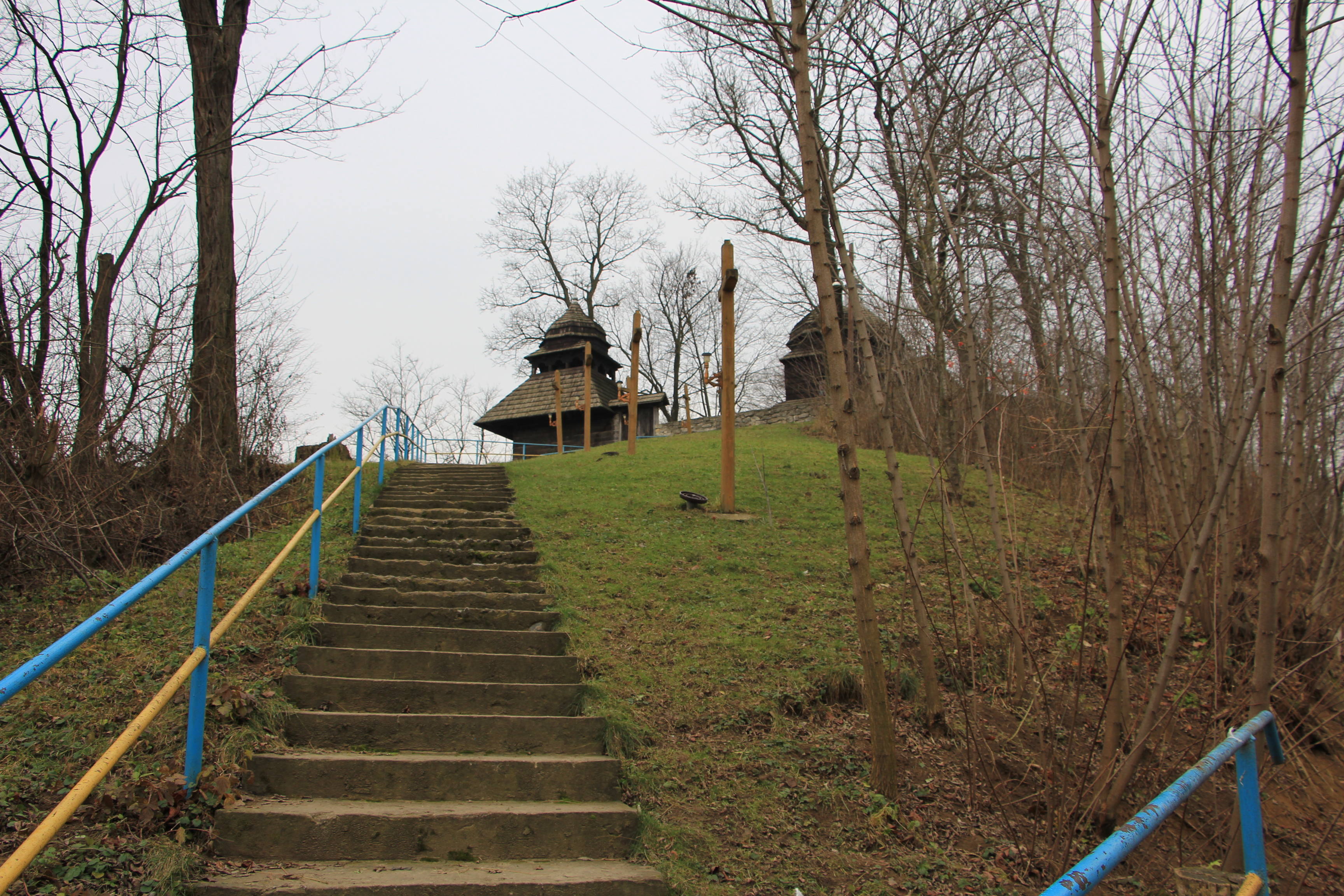
Церква св. Миколая 1777
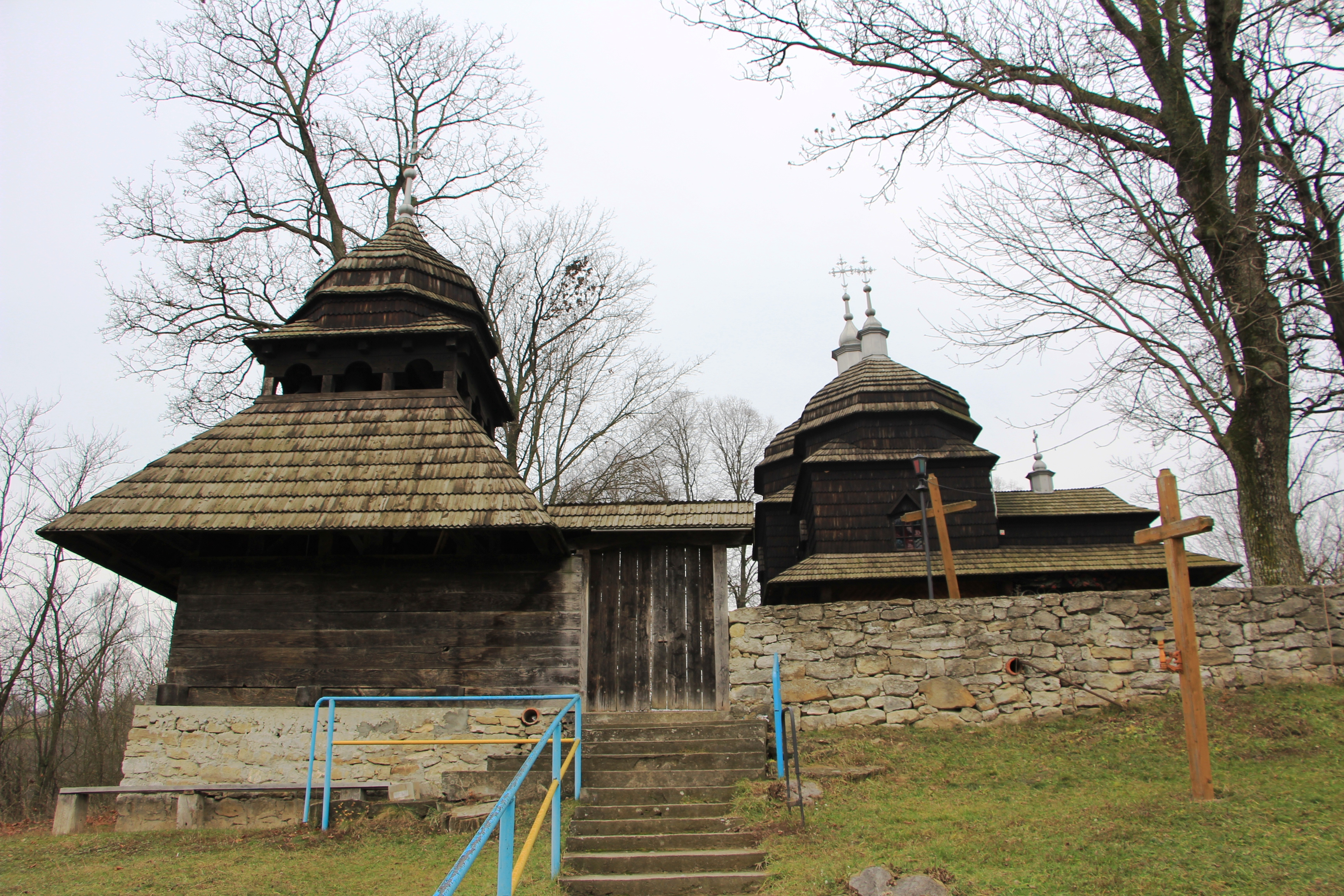
Церква св. Миколая 1777
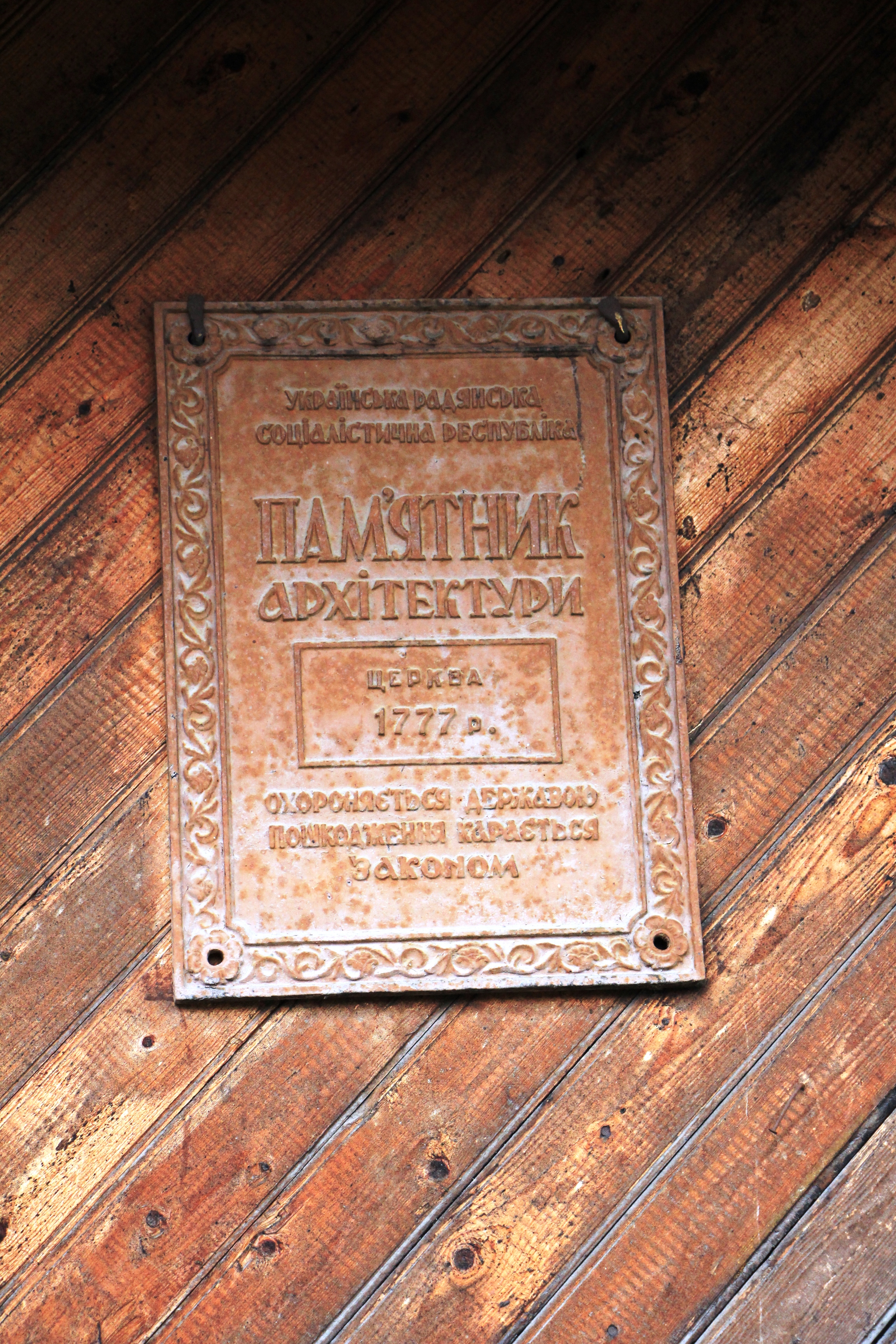
Церква св. Миколая 1777
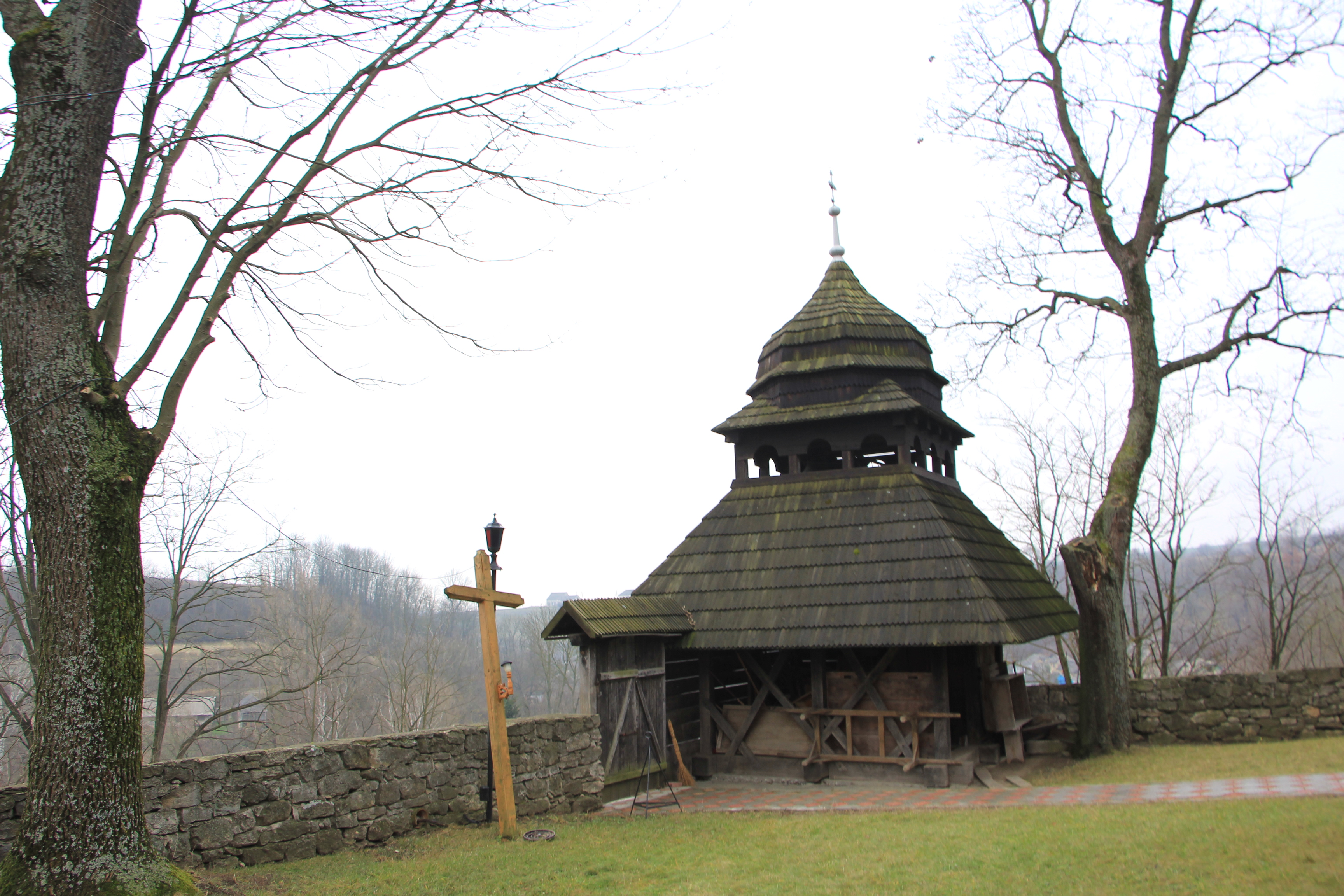
Церква св. Миколая 1777 (дзвіниця)
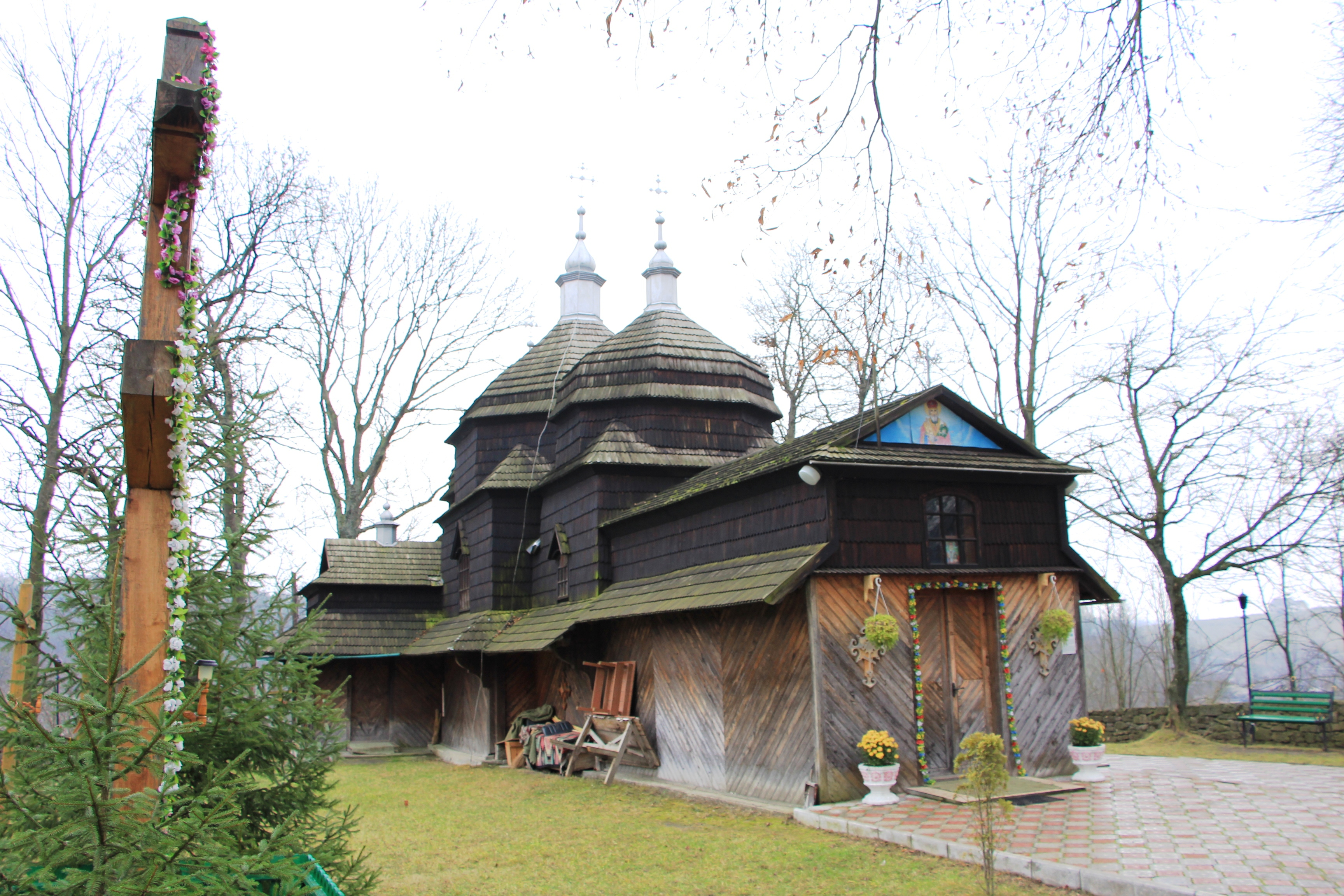
Церква св. Миколая 1777
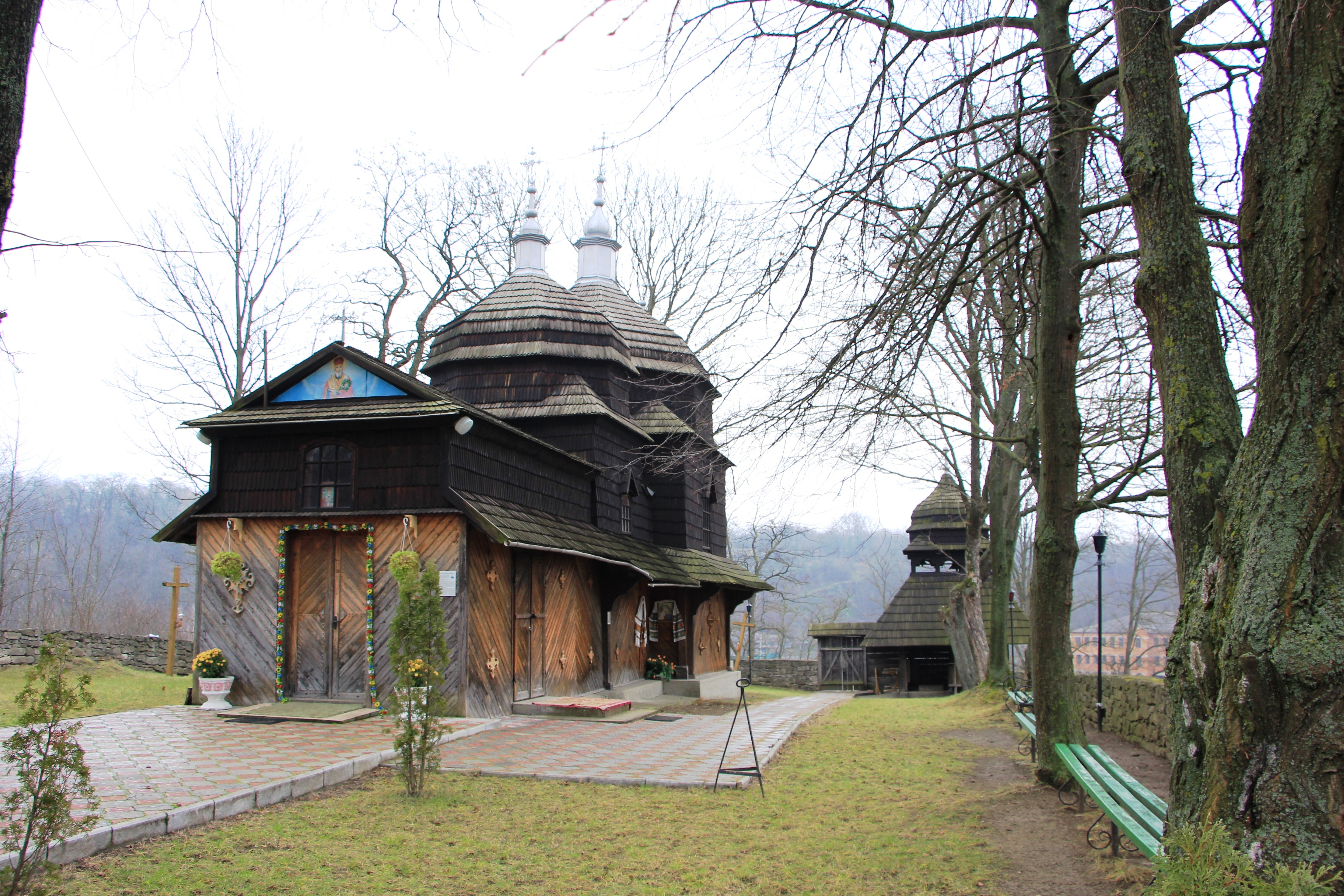
Церква св. Миколая 1777

## Пам'ятники
Споруджено пам'ятник воїнам-односельцям, полеглим у німецько-радянській війні (1990), насипано символічну могилу УСС (1991), могилу на місці перепоховання вояків УПА (1993).

## Соціальна сфера
Працюють ЗОШ 1-2 ступ., клуб, бібліотека, ФАП, завод мінеральної води, торговельний заклад.
У жовтні 2016 року до села підведено газогін.

## Культура

### Фольклор
У селі побутувала народна казка «Як горобчики гостювали». Під час фольклористичної експедиції у 1883 році її записав Іван Ляторовський. Поміщена у антології «Казки Західного Поділля» (1994, укладач — Петро Медведик).
1883 року Дмитро Шимчук записав ряд народних анекдотів у селі, зокрема "Парубок", "Шах", "Не віддана", "За що?", "Перекупка", "Яку сам власть мав, таку друrому дав", "Як чоловік умер через жону", "Жид сьвідком", "Брехун і підбрехун" поміщених відтак у "Етнографічному збірнику".

## Відомі люди

### Народилися
- Чолган Іларіон Іванович (1918–2004) — український письменник, драматург, член Спілки письменників України.

### Працювали
Душпастирював фольклорист о. Іван Ляторовський.

### перебували
- фольклористки сестри Людмила і Меланія Ляторовські,
- громадська діячка А. Фіґус-Ралько.